# 拉米森 (阿拉巴馬州)
拉米森（英語：Lamison）是位於美國阿拉巴馬州威爾科克斯縣的一個非建制地區。該地的面積和人口皆未知。

## 地理
拉米森的座標為32°07′16″N 87°34′00″W / 32.12111°N 87.56667°W，而該地的平均海拔高度為36米（即118英尺）。